# دورنبرغر (لقب)
دورنبرغر أو Dornberger
(Dørnberger تهجئة نرويجية) هو لقب أو كنية.
وهو لقب باللغة الألمانية لـ:
- كارل دورنبرغر (1864-1940)، فنان نرويجي
- والتر دورنبرغر (1895-1980)، ضابط مدفعية في الجيش الألماني